# Josef Jambor
Josef Jambor (29. října 1887 Pohledec – 17. září 1964 Tišnov) byl český malíř, krajinář.

## Životopis
Josef Jambor se narodil v domě č. 26 v Pohledci u Nového Města na Moravě v rodině kolářského mistra Josefa Jambora (1856 Sněžné –1939 Brno-Královo Pole) a Eleonory, rozené Šabartové (1859 Studnice – 1953 Brno-Královo Pole). Pocházel z dvanácti dětí, z nichž se dospělého věku dožil on jako jediný ze synů a čtyři jeho sestry: Eleonora, Emilie, Anežka a Marie.  
V letech 1898–1908 studoval na novoměstské reálce. Chtěl se přihlásit ke studiu krajinomalby na Akademii výtvarných umění v Praze, podporován ve svém záměru přítelem sochařem Janem Štursou, ale přísný otec trval na jeho vysokoškolském vzdělání v Brně, kam celá Jamborova rodina v roce 1908 přesídlila. V letech 1908–1911 vystudoval Jambor obory zeměměřičství a kulturní inženýrství na České technice (C. k. česká vysoká škola technická) v Brně. Po absolutoriu se přihlásil na místo geometra v Srbsku, ale prázdninové setkání s Janem Štursou v Novém Městě ho utvrdilo v rozhodnutí pokračovat ve studiích na pražské AVU. Na podzim roku 1914 začal Jambor navštěvovat nejprve přípravný kurz u profesora Josefa Loukoty, poté studoval figurální malířství u profesora Vlaho Bukovace a svá studia na akademii zakončil absolutoriem na grafické speciálce profesora Maxe Švabinského. Již v té době byl erudovaným malířem a jeho malby mu sloužily jako předlohy k jeho školním grafickým listům. V té době také hodně kreslil figurální motivy z okolí pražských zábavních podniků a parků. Ve svých kresbách zachytil vojáky vracející se z vojny, rybáře na Vltavě, skupinky lidí tísnící se před cirkusovými stany a společenský život v pražských kavárnách a klubech, což ho řadí k tvůrcům grafiky a sociálního umění dvacátých let minulého století.  
Roku 1915 se Josef Jambor stal předsedou spolku akademického studentstva (až do roku 1918).
V květnu 1918 se oženil s Josefou Markalousovou (19. října 1893 Praha – 24. června 1967 Lanškroun), v témže roce se v Praze narodil jeho syn Josef (14. července 1918 Praha – ? 2000 ?) a roku 1926 dcera Alena (* 6. prosince 1926 Praha – ?). Umělce Josefa Jambora odjakživa lákaly krajinářské motivy, již od svých středoškolských studií byl nadaným malířem. Studia zeměměřičství na brněnské technice prohloubila jeho znalosti budování hlubokého krajinného prostoru a získal zkušenosti ve vytváření širokých panoramatických výhledů do krajiny.
Od roku 1919 se věnoval hledání inspirace cestováním po poválečné Evropě. Navštívil Slovensko, kde měl ve Východoslovenském muzeu výstavu se slovenskými malíři Konštantínem Bauerem a Ľudovítem Csordákem, Jugoslávii, Německo, opakovaně Holandsko a Itálii. Roku 1923 uspořádal výstavu obrazů ze svých studijních cest na Výstavě výtvarníků – krajanů Horácka v Novém Městě na Moravě v aule reálky.  
Roku 1930 se Jambor rozešel se svou manželkou Josefou a odstěhoval se z Prahy do Nového Města na Moravě. Po Výstavě soudobé kultury v Brně v roce 1928 se stal známým a oblíbeným malířem. Ve třicátých letech a po druhé světové válce se s oblibou věnoval nejen malbě krajiny, ale i malbě zátiší s květinami, houbami a loveckými trofejemi, inspirován v tomto žánru holandskou malbou. V roce 1931 se Josef Jambor trvale odstěhoval do Tišnova, kde se oženil s Boženou Chlupovou (30. prosince 1898 Tišnov – 9. prosince 1972 Tišnov). V roce 1941 zakoupil na Blatinách v osadě U háje chalupu, v níž od té doby trvale žil od jara do zimy a maloval svůj rodný kraj v oblasti Žďárských vrchů. Vytvořil jedinečné obrazy mizející krajiny, zdevastované v období socialismu necitlivými hospodářskými zásahy a kolektivizací. Každodenními vycházkami do plenéru zdokonalil svoji schopnost vystihnout genia loci kraje, jehož harmonickou krásu a typický charakter ve svých obrazech citlivě zachytil v jeho přírodních proměnách a atmosférických stavech. 
Roku 1946 byla jeho krajinářská tvorba oceněna Cenou země moravskoslezské za obraz Vřes na úvoze, který se nachází s jeho dalšími díly ve sbírkách Moravské galerie v Brně. V roce 1957 mu udělilo město Tišnov ocenění Čestný občan města. Při oslavě 75. narozenin v roce 1962 byl jmenován zasloužilým umělcem za své celoživotní dílo. V roce 1963 vážně onemocněl a byl nucen strávit několik měsíců v plicním sanatoriu v Babicích u Brna. Nemohl již vycházet se stojanem a štaflemi do okolí, jak byl celý život zvyklý. Nosil s sebou jen malý skicák, tužky a akvarelové barvy. Během pobytu vytvořil cyklus více než 90 kreseb a akvarelů tamní přírody v malebném údolí řeky Svitavy. 
V září 1964 se rozhodl odkázat Tišnovu sbírku svých 40 obrazů a 7 obrazů svých přátel malířů, členů SVUM. O pár dnů později, 17. září 1964, v Tišnově zemřel, pohřben je na tamním starém hřbitově (napravo od vstupní brány). V domě, ve kterém o roku 1931 žil a tvořil, a v němž si vybudoval svůj atelier, sídlí dnešní Galerie Josefa Jambora. Jeho dar městu Tišnovu byl veřejnosti zpřístupněn v jeho bývalém tišnovském atelieru od roku 1966 pod názvem Jamborova galerie v Tišnově, jako upomínka jeho života a díla. V roce 1983 převedl MNV v Tišnově Jamborova umělecká díla, obrazy jeho přátel a veškeré zařízení jeho tišnovského ateliéru do Podhoráckého muzea v Předklášteří. Zásluhou tehdejšího starosty Petra Fruhwirta a úsilím Jamborovy vnučky – historičky umění a kurátorky Marty Sylvestrové, byl dům na Brněnské ulici 476 v roce 1996 zrekonstruován a do původního Jamborova ateliéru byla na určitou dobu navrácena stálá expozice jeho obrazů, které na sklonku svého života věnoval městu Tišnovu, i kreseb a grafiky, kterými soubor jeho děl obohatila jeho paní Božena Jamborová. Soubor těchto uměleckých děl tvoří tzv. Tišnovskou sbírku, která obsahuje přes 100 sbírkových předmětů, z toho 50 Jamborových obrazů a 10 děl jeho přátel – členů SVUM, 16 grafických listů a 5 kreseb. Ta je v současnosti uložena v depozitáři Galerie Josefa Jambora, která byla v roce 2017 nově zrekonstruována pro prezentaci výstav současného umění. Výběr ze sbírky je představován příležitostně na výstavách.   

## Obrazy (výběr)
- Pod lesem (1917)
- Chalupa ve Rtyni (1923)
- Lesní cesta (1931)
- Pohled na Tišnov (1935)
- Kamenitá mezka (1944)
- Žňový čas pod Samotínem (1944]
- Kopání brambor (1946)
- Vřes u Sněžného (1951)
- Hruška v širém poli (1953)
- Pohled ke Křižánkám (1952)
- Blatinské chalupy v mlze (1952)
- Na Blatinách (1960)
- Pohled z Podlesí na Blatiny (1962)

## Galerie

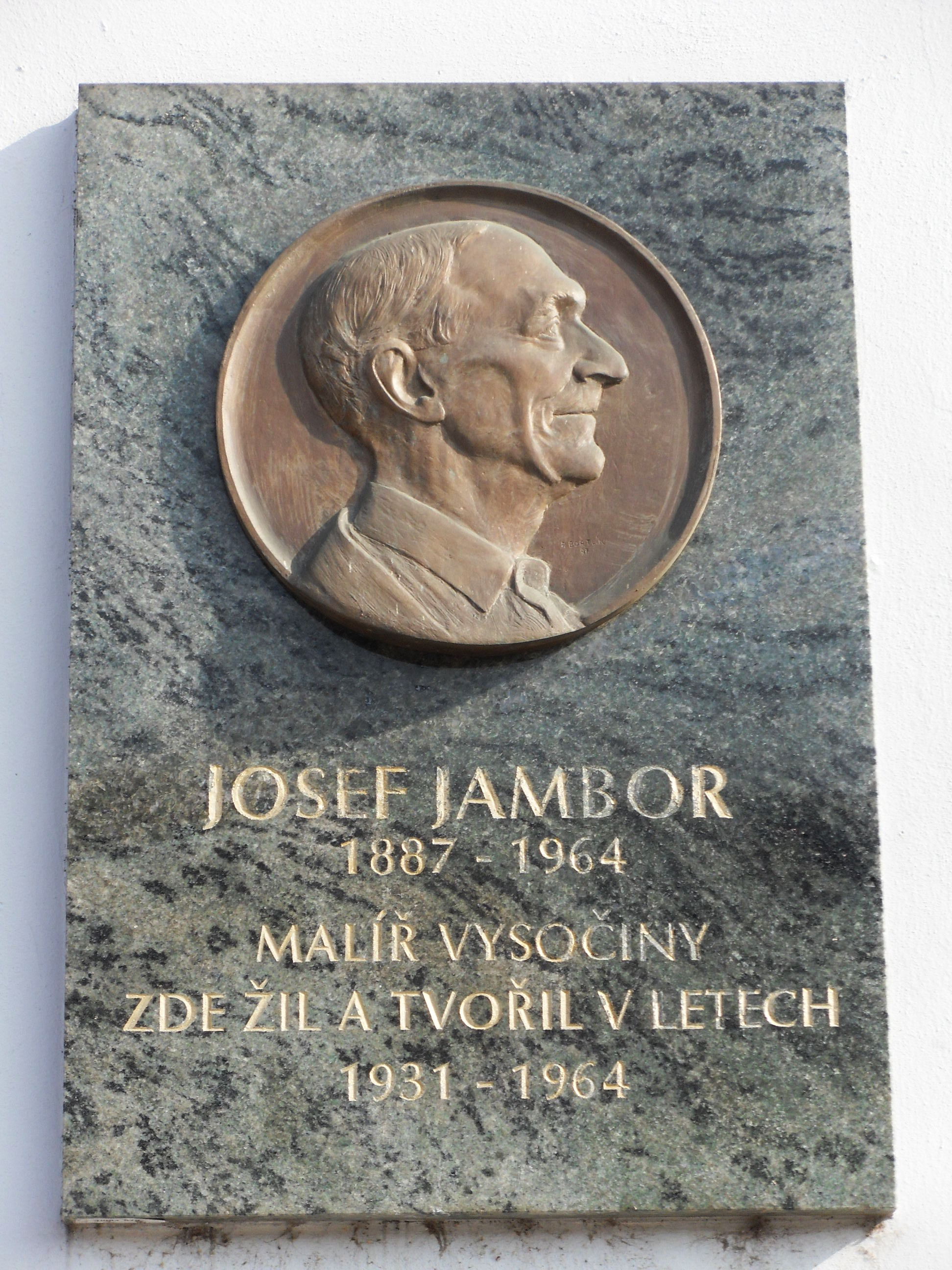
Pamětní deska na Jamborově domě
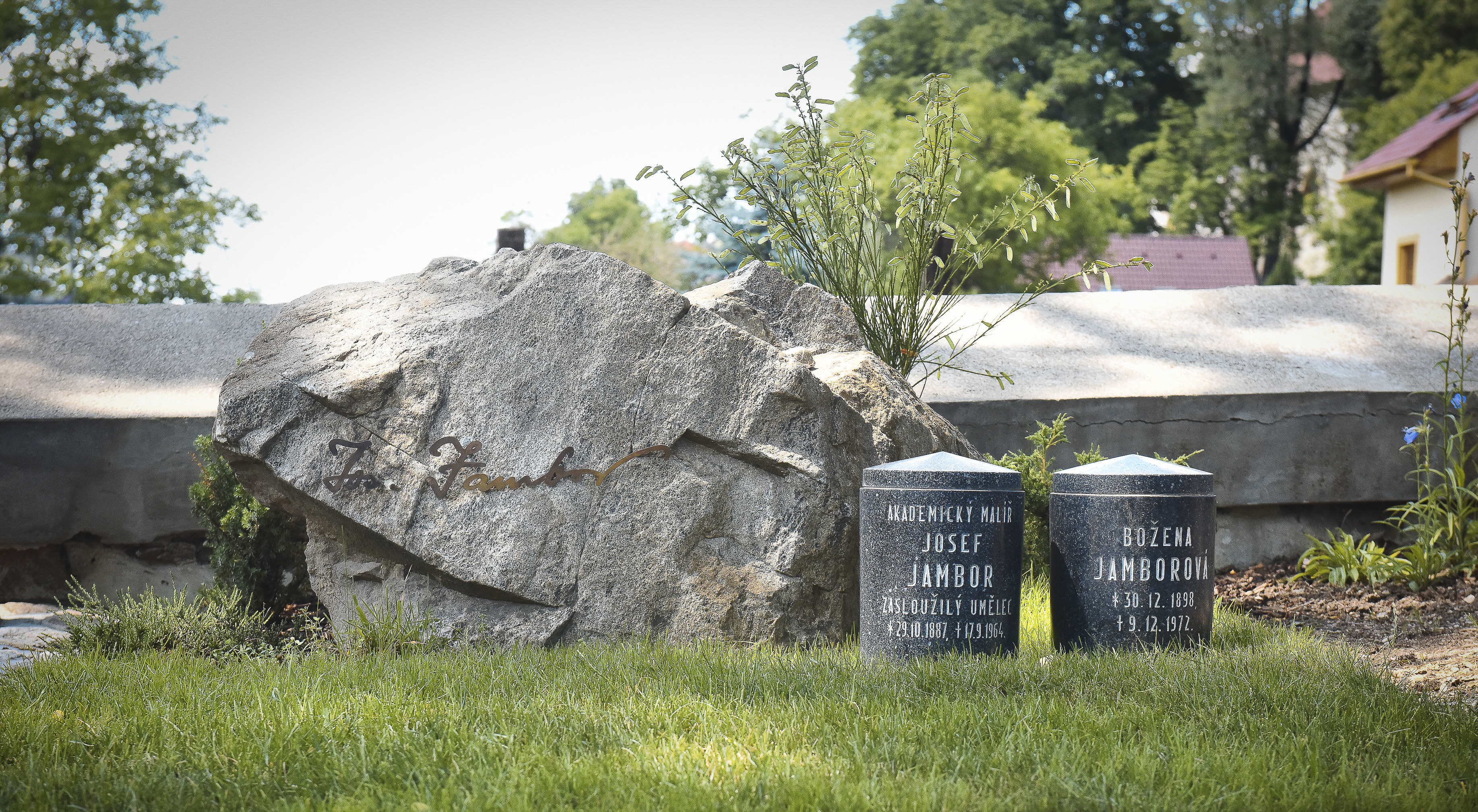
Hrob Josefa Jambora a jeho manželky Boženy
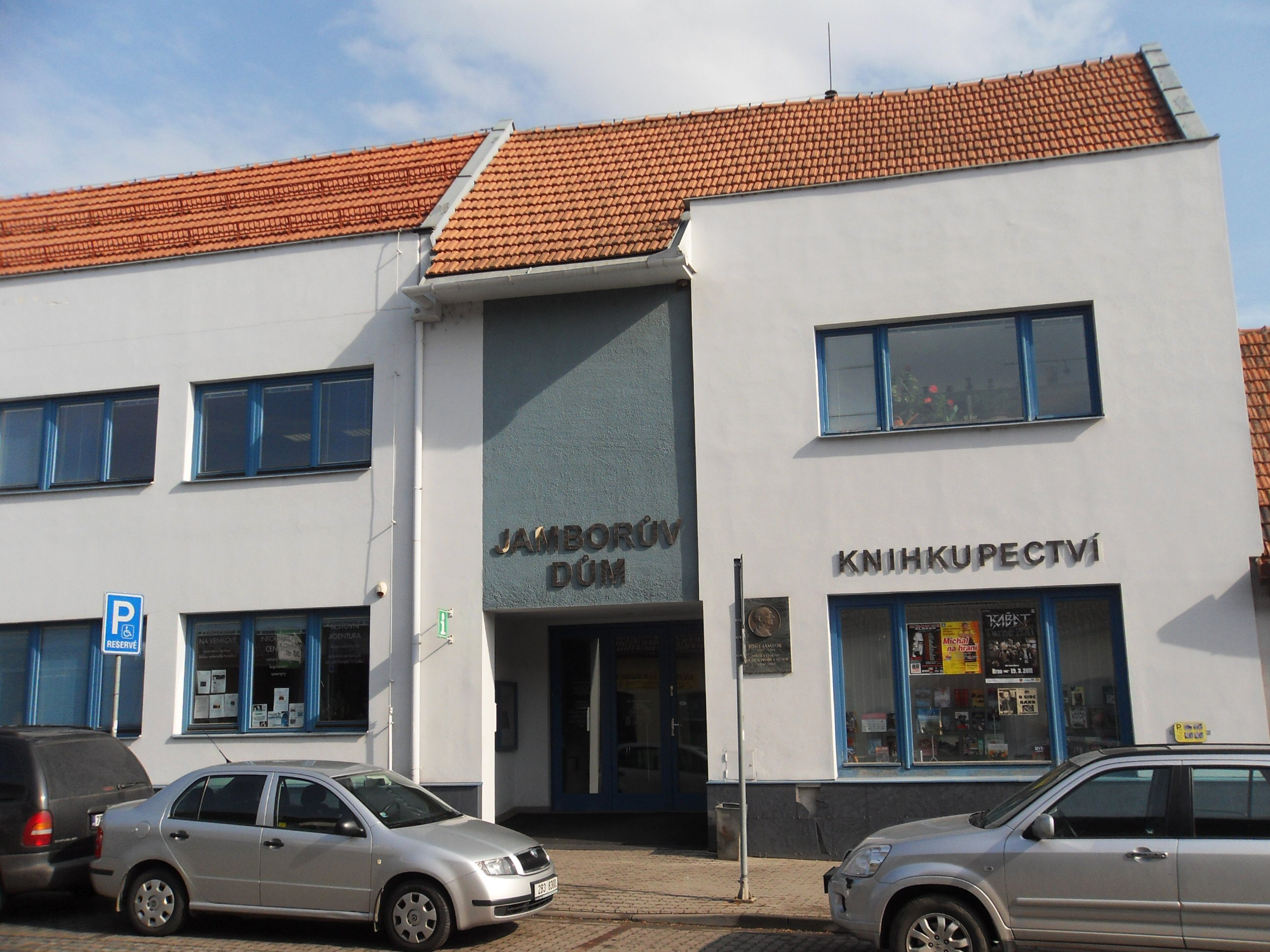
Jamborův dům v Tišnově